# Wymykowo
Wymykowo – osada w Polsce położona w województwie zachodniopomorskim, w powiecie pyrzyckim, w gminie Przelewice. Miejscowość wchodzi w skład sołectwa Żuków. 
W latach 1975–1998 miejscowość administracyjnie należała do województwa szczecińskiego.